# Niederbruck
Niederbruck est une ancienne commune française située dans le département du Haut-Rhin, en région Grand Est. 
Cette commune se trouve dans la région historique et culturelle d'Alsace et est devenue, le 1er janvier 2016, une commune déléguée de la commune nouvelle de Masevaux-Niederbruck.

## Géographie
Le village fait partie du canton de Masevaux et de l'arrondissement de Thann.  Les habitants sont appelés les Niederbruckois.
Le territoire communal repose sur le bassin houiller stéphanien sous-vosgien.
C'est une des 188 communes du Parc naturel régional des Ballons des Vosges.

## Cours d'eau
- la Doller
- le Glasembach
- l'Entrebach

## Histoire
Niderbruck est cité pour la première fois en 1482 sous le nom de Niederbrucken. Il se développe avec la découverte de mines et l'arrivée de mineurs.

### Héraldique
| Blason de Niederbruck | Les armes de Niederbruck se blasonnent ainsi : « D'azur à la Vierge en pied tenant à senestre sur son bras dextre l'Enfant, le tout d'argent posé sur une terrasse de sable et brochant sur un pont à une arche d'or maçonné de sable. » |

## Politique et administration

### Budget et fiscalité 2014

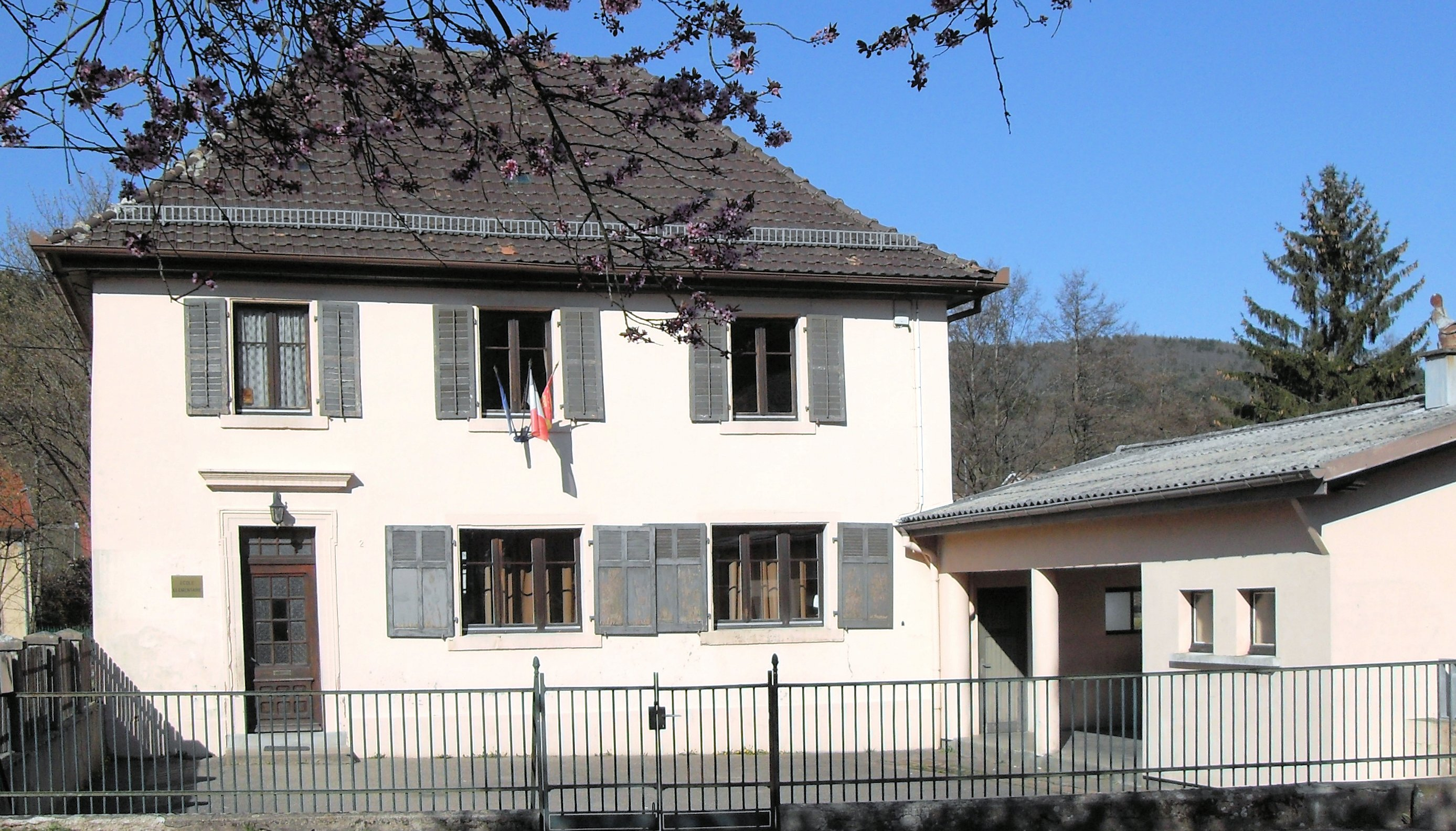
La mairie.

En 2014, le budget de la commune était constitué ainsi :
- total des produits de fonctionnement : 403 000 €, soit 830 € par habitant ;
- total des charges de fonctionnement : 231 000 €, soit 476 € par habitant ;
- total des ressources d’investissement : 334 000 €, soit 687 € par habitant ;
- total des emplois d’investissement : 474 000 €, soit 975 € par habitant.
- endettement : 225 000 €, soit 462 € par habitant.

Avec les taux de fiscalité suivants :
- taxe d’habitation : 8,10 % ;
- taxe foncière sur les propriétés bâties : 10,01 % ;
- taxe foncière sur les propriétés non bâties : 62,58 % ;
- taxe additionnelle à la taxe foncière sur les propriétés non bâties : 50,60 % ;
- cotisation foncière des entreprises : 12,21 %.

### Liste des maires
| Période                                  | Période  | Identité         | Étiquette | Qualité                        |
| ---------------------------------------- | -------- | ---------------- | --------- | ------------------------------ |
| mars 2001                                | En cours | Jean-Luc Reitzer | SE        | Conseiller général (1992-2011) |
| Les données manquantes sont à compléter. |          |                  |           |                                |

## Démographie
L'évolution du nombre d'habitants est connue à travers les recensements de la population effectués dans la commune depuis 1793. À partir du 1er janvier 2009, les populations légales des communes sont publiées annuellement dans le cadre d'un recensement qui repose désormais sur une collecte d'information annuelle, concernant successivement tous les territoires communaux au cours d'une période de cinq ans. 
Pour les communes de moins de 10 000 habitants, une enquête de recensement portant sur toute la population est réalisée tous les cinq ans, les populations légales des années intermédiaires étant quant à elles estimées par interpolation ou extrapolation. Pour la commune, le premier recensement exhaustif entrant dans le cadre du nouveau dispositif a été réalisé en 2004,.
En 2013, la commune comptait 454 habitants, en évolution de +1,34 % par rapport à 2008 (Haut-Rhin : +1,54 %, France hors Mayotte : +2,49 %).
| 1793 | 1800 | 1806 | 1821 | 1831 | 1836 | 1841 | 1846 | 1851 |
| ---- | ---- | ---- | ---- | ---- | ---- | ---- | ---- | ---- |
| 346  | 352  | 322  | 342  | 441  | 464  | 428  | 417  | 403  |

| 1856 | 1861 | 1866 | 1871 | 1875 | 1880 | 1885 | 1890 | 1895 |
| ---- | ---- | ---- | ---- | ---- | ---- | ---- | ---- | ---- |
| 348  | 361  | 351  | 351  | 300  | 299  | 358  | 342  | 361  |

| 1900 | 1905 | 1910 | 1921 | 1926 | 1931 | 1936 | 1946 | 1954 |
| ---- | ---- | ---- | ---- | ---- | ---- | ---- | ---- | ---- |
| 438  | 390  | 335  | 293  | 313  | 308  | 265  | 258  | 259  |

| 1962 | 1968 | 1975 | 1982 | 1990 | 1999 | 2004 | 2009 | 2013 |
| ---- | ---- | ---- | ---- | ---- | ---- | ---- | ---- | ---- |
| 249  | 275  | 305  | 352  | 364  | 369  | 428  | 454  | 454  |

## Lieux et monuments

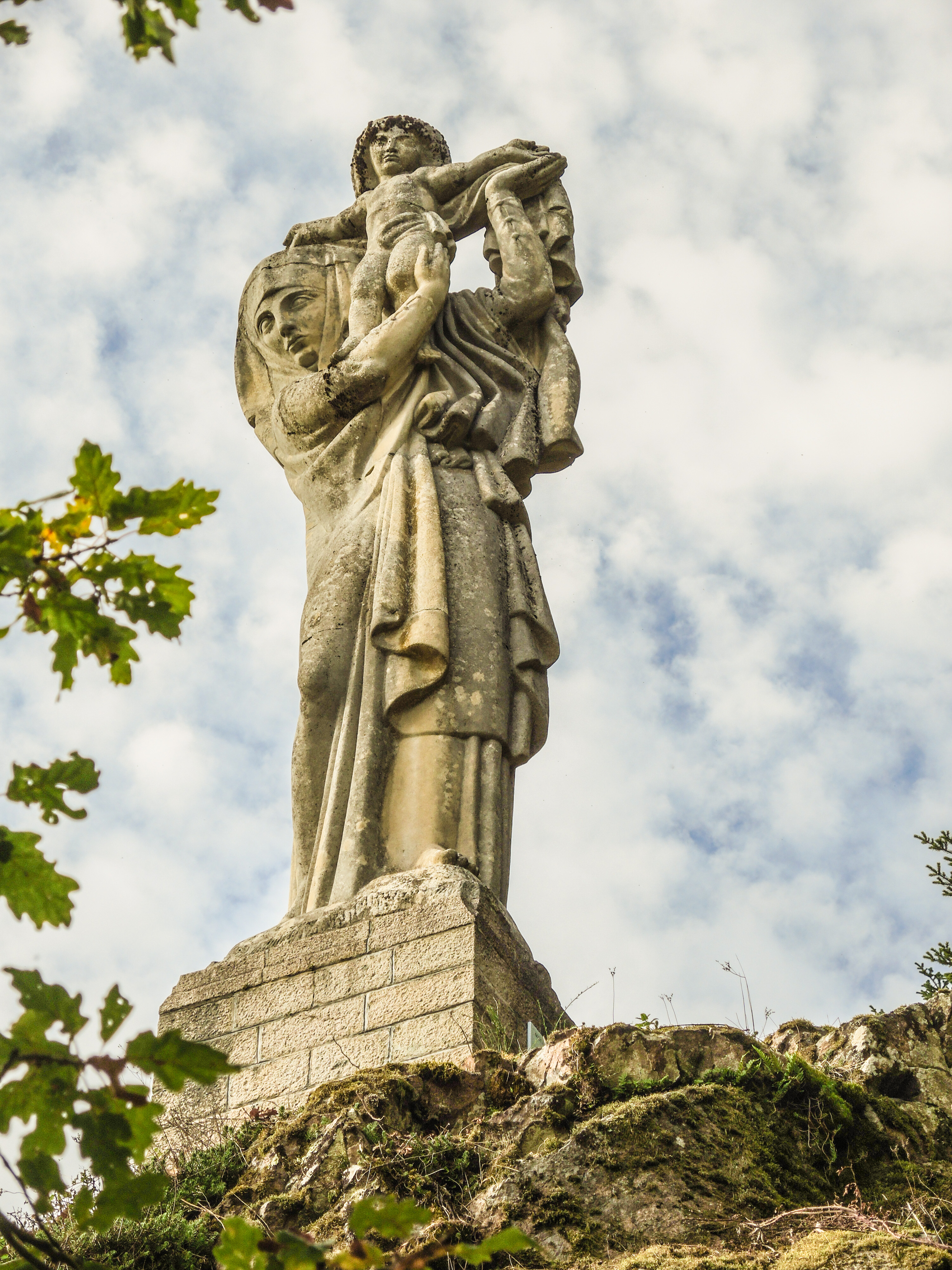
Statue de la Vierge d'Alsace.

- Statue de la Vierge d'Alsace.ferme-auberge du Bruckenwald, ferme auberge de l'Entzenbach, la Vierge d'Alsace.
- Chapelle Saint-Wendelin[9] et son orgue de 1983[10].
- Statue monumentale de la Vierge à l'Enfant dite Vierge d'Alsace ou à l'Offrande[11],[12].

## Personnalités liées à la commune
Joseph Vogt a activement participé à l'exploitation du sel de potasse alsacien. Son usine niederbruckoise de cuivre a servi de site de construction des tours de forage pour la Gewerkschaft Amélie. Pendant la Première Guerre mondiale, il s'était promis de faire ériger une statue de la Sainte Vierge si son usine ne fut pas détruite par les bombardements. À la fin de la guerre, Joseph Vogt étant décédé, ce sont ses enfants qui commandèrent l'imposante statue à Antoine Bourdelle.